# عادل المأمور
عادل المامور (انگلیسی: Adel El-Maamour؛ زادهٔ ۱۹۵۵) یک ورزشکار اهل مصر است.
از باشگاه‌هایی که در آن بازی کرده‌است می‌توان به تیم ملی فوتبال مصر و باشگاه ورزشی زمالک اشاره کرد.
وی همچنین در تیم ملی فوتبال مصر بازی کرده است.